# John G. Otis
John Grant Otis, född 10 februari 1838 i Rutland County i Vermont, död 22 februari 1916 i Topeka i Kansas, var en amerikansk politiker (populist). Han var ledamot av USA:s representanthus 1891–1893.
Otis efterträdde 1891 Harrison Kelley som kongressledamot och efterträddes 1893 av Charles Curtis.
Otis är begravd på Topeka Cemetery i Topeka i Kansas.